# NGC 992
NGC 992 је спирална галаксија у сазвежђу Ован која се налази на NGC листи објеката дубоког неба.
Деклинација објекта је + 21° 6' 1" а ректасцензија 2h 37m 25,5s. Привидна величина (магнитуда) објекта NGC 992 износи 14,2 а фотографска магнитуда 14,9. NGC 992 је још познат и под ознакама UGC 2103, MCG 3-7-35, CGCG 462-35, A 0234+20, ARAK 88, IRAS 02345+2053, PGC 9938.